# Refree
Raül Fernández Miró,más conocido por su nombre artístico Raül Refree (Barcelona, 1976) es un productor, cantante, músico y compositor español.

## Trayectoria artística
El 1996 formó parte del grupo barcelonés de hardcore melódico Corn Flakes, con el cual grabó Ménage (1997). Más tarde creó dos grupos: Romodance, que publicó Little symphonies for the kids (1998) y Zorras (1999), y Sitcom, con disco homónimo en 1999. Inició una nueva aventura con el grupo Élena, orientada hacia un pop más experimental y materializada en Porelamordedios (2001) y Present (2003). Dirigió y arregló el concierto The Rockdelux Experience para celebrar los 200 números de la revista Rockdelux. Repitió la experiencia en el 2004 para celebrar el 20 cumpleaños de la revista. Ambos conciertos fueron luego publicados en CD.
También en 2002 inició su trayectoria más personal, Refree, de carácter más intimista, con el disco Quitamiedos, al que siguieron Nones (2003), La matrona (2005), Els invertebrats (2007), Matilda (2010), Tots Sants (2012) y Nova Creu Alta (2013), trabajos en los que alterna el castellano y el catalán. 
En 2007 creó, junto al músico argentino Ernesto Snajer, el espectáculo Immigrasons, inspirado en los flujos migratorios entre Cataluña y Argentina, por encargo del Mercat de Música Viva de Vic. Inició con este proyecto una relación artística que duró largo tiempo y dio grandes frutos con Silvia Pérez Cruz (cantante de Las Migas en ese momento). También por encargo del MMVV trabajó en 2008 con los mejicanos Cabezas de Cera y Juan Pablo Villa en el disco Vientos y lugares. Ese mismo año dirigió y realizó los arreglos del espectáculo OJO con la Mala, con Mala Rodríguez y la Original Jazz Orchestra del Taller de Músics. También en 2008 obtuvo el premio Ciutat de Barcelona. 
El 2009 se inició en la composición de bandas sonoras con la música para la serie Infidels, de TV3, y, fruto de su colaboración con el cantautor norteamericano Josh Rouse, realizó varias giras por Europa y Estados Unidos.
En 2014 presentó junto a Silvia Pérez Cruz el disco a dúo Granada, y en 2017 presentó, también como dúo junto a Rosalía, Los ángeles. En ambos álbumes Raül es coautor, artista, productor, guitarrista y arreglista.
Sus producciones musicales fusionan el rock experimental, el flamenco, la música tradicional, la electrónica,  la canción de autor y el pop con ocasionales influencias de la música contemporánea. 
En 2018 participó en el espectáculo multimedia en 3D "Miedo" protagonizado por Albert Pla y producido por el Complejo Teatral de Buenos Aires, en el que colabora también el grupo de artistas Mondongo. Además, se anunció su colaboración como productor en el primer disco de Amaia Romero.
Sus últimos trabajos propios, en los que ha trabajado como instrumentista y firmando arreglos y producción, han sido un dúo editando discos con Richard Youngs (All Hands Around The Moment, Soft Abuse, 2019), Lina (Lina_Raül Refree, Glitterbeat, 2020) y Lee Ranaldo (Names of North End Women, Mute, 2020).
Ha producido canciones y discos de artistas como Guitarricadelafuente, Ricky Martin, C. Tangana, Rosalía, Niño de Elche, Rodrigo Cuevas, La MODA, Lee Ranaldo, Luisa Sobral, Rocío Márquez, Roger Mas, Nacho Umbert, Senior i el Cor Brutal, Christina Rosenvinge, Las Migas, Silvia Pérez Cruz, Josh Rouse, Kiko Veneno, Mala Rodríguez y Rosalía, entre otros músicos.

## Discografía
- Raül Refree, La Mesías BSO (Movistar Sound, 2023)
- Raül Refree & Pedro Vian, Font de la Vera Pau (Modern Obscure Music, 2023)
- Refree, el espacio entre (Glitterbeat,  2023)
- Lee Ranaldo & Raül Refree, Names of North End Women (Mute, 2020)
- Lina & Raül Refree, Lina_Raül Refree  (Glitterbeat,  2020)
- Richard Youngs & Raül Refree, All Hands Around The Moment, (Soft Abuse, 2019)
- Lina & Raül Refree, Cuidei que Tinha Morrido (Sencillo) (Glitterbeat, 2019)
- Lee Ranaldo  Raül Refree, Names of North End Women (Sencillo) (Mute, 2019)
- Refree, La otra mitad (Glitterbeat, 2018)
- Albert Pla & Raül Refree, Miedo (BSO) (Enunplisplas Música, 2018)
- Refree Jai Alai vol.02 (2018)
- Refree, Jai Alai vol.01 (El Segell del Primavera, 2017)
- Rosalía (Rosalía Vila & Raül Refree),  Los ángeles (2017, Universal Music Spain)
- Sílvia Pérez Cruz & Raül Fernández Miró (Raül Refree), granada (2014, Universal Music Spain)
- Refree, Nova Creu Alta (El segell del Primavera, 2013)
- Refree, Tots Sants (2012)
- Refree, Matilda (Marxophone, 2010)
- Refree, Els invertebrats (Acuarela, 2007)
- Refree, La matrona (Acuarela, 2005)
- Refree, Nones (Acuarela, 2003)
- Refree, Quitamiedos (Acuarela, 2002)

## Producciones
- Niño de Elche, Flamenco. Mausoleo de celebración, amor y muerte (Sony Entertainment Spain, 2022)
- Guitarricadelafuente, La Cantera (Sony Entertainment Spain, 2022)
- Maestro Espada, Murciana y Estrellica (sencillos) (La Castanya, 2022)
- Perrate, Tres Golpes (fandango callejero) (sencillo)  (Lovemonk Discos Buenos / El Volcán Música, 2022)
- Guitarricadelafuente, Vidalita y el mar (Sony Entertainment Spain, 2022)
- Guitarricadelafuente, Mil y Una Noches (Sony Entertainment Spain, 2021)
- Gabriela Richardson, Palomita Negrita (The Project Music Talent, sl, 2021)
- Sílvia Pérez Cruz, Disculpe, Babe [El Justiciero, Cha, Cha, Cha: Un tributo a Os Mutantes] (Warner/Chappell Brasil)
- C. Tangana, Un Veneno (G-Mix) [El Madrileño] (Sony Music Entertainment España, 2021)
- La M.O.D.A, Ninguna Ola (La M.O.D.A., 2020)
- Anaju, Rota (Sony, 2020)
- Guitarricadelafuente, Ya Mi Mama Me Decía (Tumbalacasa, 2020)
- Ricky Martin, Quiéreme (single from PAUSA) (Sony Music US, 2020)
- nostalgia.en.los.autobuses, Ojos brillantes (sencillo) (Altafonte, 2020)
- nostalgia.en.los.autobuses, Naturaleza (sencillo) (Altafonte, 2020)
- nostalgia.en.los.autobuses, Las tumbas de los escritores (sencillo) (Altafonte, 2020)
- nostalgia.en.los.autobuses, Delfines (sencillo) (Altafonte, 2020)
- Guitarricadelafuente, Desde las Alturas (Tumbalacasa, 2020)
- Cocanha, Puput (Pagans, 2020)
- Lina & Raül Refree, Lina_Raül Refree (Glitterbeat, 2020)
- Rodrigo Cuevas, Manual de Cortejo, Rodrigo Cuevas Ronda a Raül Refree (Aris Música, 13 de diciembre de 2019)
- La M.O.D.A, Colectivo Nostalgia (2019)
- La M.O.D.A., La Zona Galáctica (2019)
- Luísa Sobral, Rosa (Universal Music Portugal, 2018)
- C. Tangana, El Niño de Elche,  Un Veneno (Sony Music Entertainment Spain, 2018)
- Amaia Romero, Un nuevo lugar (sencillo) (2018, Universal Music Spain), as author and producer
- El Niño de Elche, Antología del Cante Flamenco Heterodoxo (Sony Music Entertainment Spain, 2018)
- 77, Bright Gloom (Century Media, 2018)
- Rocío Márquez, Firmamento (Universal Music Spain, 2017)
- Lee Ranaldo, Electric Trim (Mute, 2017)
- Josele Santiago, Transilvania (2017)
- Maria Rodés, Creo que no soy yo (2016)
- Christina Rosenvinge, Lo nuestro (El segell del Primavera, 2015)
- Nacho Umbert, Familia (2015)
- Lee Ranaldo, Acoustic Dust (2014)
- Rocío Márquez, El Niño (Universal, 2014)
- Silvia Pérez Cruz, Granada (Universal Music Spain, 2014),
- Kiko Veneno, Sensación Térmica (Warner, 2013)
- Els Pets, L'àrea petita (2013)
- Silvia Pérez Cruz,11 de noviembre (Universal Music Spain, 2012)
- Nacho Umbert, No os creáis ni la mitad ( Acuarela, 2011)
- Christina Rosenvinge, Un caso sin resolver. (Warner, 2011)
- Fernando Alfaro, La vida es extraña y rara (2011)
- Senior i el Cor Brutal, Gran (Malatesta Records i La Casa Calba, 2011)
- Nacho Umbert, Ay... (Acuarela, 2010)
- Las Migas, Reinas del Matute (Nuevos Medios, 2011)
- El Hijo, Madrileña (2010)
- El Hijo, Las otras vidas (2007)
- Aroah, El día después (2007)
- Roger Mas, Mística doméstica (2006)
- El Hijo, La piel del oso (ep, 2005)
- The Rockdelux Experience vol. II (2004)
- The Rockdelux Experience (2002)

## Bandas Sonoras
- La Mesías, dirigida por Javier Calvo y Javier Ambrossi (Movistar, oct. 2023)
- Muyeres, dirigida por Marta Lallana (2023) (Official Section Shanghai International Film Festival, SIFF) - Creator, composer and actor
- Yerma, obra de teatro dirigida por Juan Carlos Martel, escrita por Federico García Lorca (Teatre Lliure, 2022)
- Un año, una noche, dirigida por Isaki Lacuesta (Bambú Prod., Nov. 2022)
- Ojos Negros, dirigida por Marta Lallana and Ivet Castelo (Nanouk Films, 2019)
- Entre dos aguas, dirigida por Isaki Lacuesta (La Termita Films, 2018)
- Black is Beltza, película de animación dirigida por Fermín Muguruza (ETB / Setmàgic Audiovisual / Talka Records & Films, 2018)
- Yoghurt Utopia, documental dirigido por Anna Thomson & David Baksh (2017)
- Les nenes no haurien de jugar al fútbol, película para la televisión dirigida por Sònia Sánchez (Zentropa Int./TVC, 2014)
- Line-up, dirigida por Àlex Julià (Igloo Films Prod./Primavera Sound, 2014)
- Et dec una nit de divendres, película para la televisión dirigida por Dimas Rodríguez (Imuff Prod./TVC, 2013)
- Barcelona Ciutat Neutral, miniserie de televisión dirigida por Sònia Sánchez (Prodigius Cinema/TVC, 2011)
- Barcelona era una fiesta underground, 1970–1980, documental dirigido por Morrosko Vila-San-Juan (Séptimo Elemento, 2010)
- Infidels, serie de televisión (Diagonal TV/ TVC, 2009–11)

## Colaboraciones

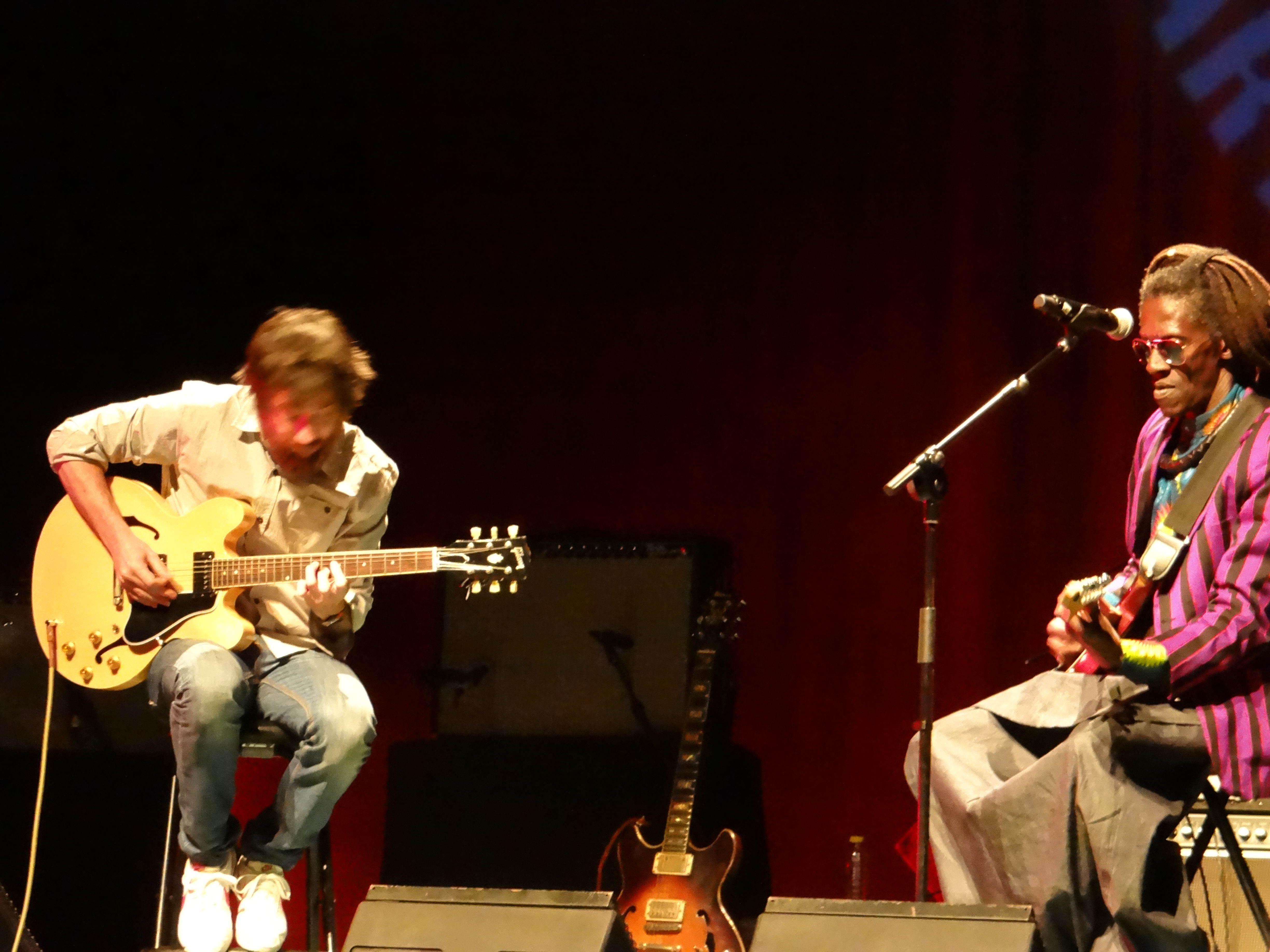
Actuación con Cheikh Lô en La Mar de Músicas, 2016

- A Tocar!, Inauguración Festival Grec 2020, con Baró D'Evel, Mal Pelo, Frederic Amat y otros
- Miedo, espectáculo multimedia en 3D con Albert Pla, Mondongo, dirigido por Pepe Miravete (2018)
- Guerra , musical interactivo en 3D, junto a Albert Pla y Fermin Muguruza (2015-2016)
- Ukulele en la canción Last Night on Earth de Lee Ranaldo (2013)
- Rèquiem, con Enric Montefusco (2012)
- Colaboraciones en la grabación de Josh Rouse & The Long Vacations, de Josh Rouse (2011)
- Cançons de bandolers i molt mala gent, espectáculo junto a María Rodés. Dirección musical y arreglos. (2010)
- Brindando con José Alfredo Jiménez con la canción "Cuando vivas conmigo". (2010)
- Gira a dúo con Josh Rouse por Europa y EE. UU. (2009/2010)
- Ojo con la Mala. Director musical del concierto de Mala Rodríguez con la Original Jazz Orquestra del Taller de Músics. (2008)
- Refree & Standstill interpretan E.Varèse, R.Strauss, G.Ligeti, S.Reich y J.Adams. Festival Digressions del Auditorio de Barcelona (2008)
- Vientos y lugares. Codirector del proyecto; con Juan Pablo Villa y Cabezas de Cera. (Sonoesfera, 2008)
- 15 anys del Teatre-Auditori de Sant Cugat. Dirección y arreglos para orquesta. Junto a la Orquestra Nacional d'Andorra. (2008)
- Immigrasons. Codirector del proyecto. (Discmedi, 2006)

- Nacho Vegas y Enrique Bunbury. Arreglos de cuerda y metal en El tiempo de las cerezas. (2006)

## Premios y reconocimientos
- Premio de la Academia de la Música de España a Mejor Álbum BSO del 2024: La Mesías BSO (Movistar Sound, 2023)
- Festival Cinespaña 2023: Premio a la Mejor Música por Muyeres
- Muyeres, Golden Goblet Awards: Gran Premio del Jurado, SIFF ( 25h Shanghai International Film Festival, 2023)
- Premios Feroz 2023: Nominación a Mejor BSO, por  Un año, una noche, de Isaki Lacuesta (2022)
- Premi Gaudí 2023: "Mejor Banda Sonora"  por Un año, una noche, de Isaki Lacuesta (2022)
- Ganador (entre otros) en la 22.ª Entrega Grammy Latino, “Mejor ingeniería de grabación para un álbum” con El madrileño (2021)
- Ganador (entre otros) en la 21.ª Entrega Grammy Latino, “Mejor Álbum Vocal Pop” por:  Ricky Martin – Pausa (2022)
- Premio "German Critic Quarter Award" for the Best Worldmusic Album (2020)
- Nominado en "Les Victoires du Jazz 2020" en la categoría "Mejor Álbum de World Music" con el proyecto "Lina_Raül Refree – Lina_Raül Refree" (2020)
- Premi Gaudí: "Mejor Banda Sonora"  por Entre dos aguas, de Isaki Lacuesta (2018)
- Nominado en la 18th Annual Latin Grammy Awards en la categoría "Mejor nuevo artista” con el proyecto Rosalía, Los ángeles (2017)
- Nominado en UK Music Video Awards 17 en la categoría "Best styling in a video in association with i-d" con el video "De Plata" del álbum Rosalía, Los ángeles (2017)
- Premio Ruido de la Prensa al “Disco del año” por Rosalía, Los ángeles (2017)
- Rockdelux #1 Video, #1 Album, #1 Artist de 2017
- Premio Time Out Mejor Álbum of 2017, Rosalía, Los ángeles (2017)
- ABC, Disco del año 2017, Rosalía, Los ángeles(2017)
- Premio Rolling Stone España "Mejor grupo / solista del año", por Sílvia Pérez Cruz & Raül Fernández Miró, granada (2014)
- Premi Altaveu "Millor Àlbum", por Sílvia Pérez Cruz & Raül Fernández Miró, granada (2014)
- Premi Enderrock – Joan Trayter "Millor producción musical" (2011)
- Premi Ciutat de Barcelona (2008)
- Premi Puig Porret, per La matrona (2005)
- Premi Altaveu "Millor álbum pop-rock”, per La matrona (2005)
- Premi Enderrock "Millor álbum", por La matrona (2005)
- Álbum del año por la revista Rockdelux, por Nones (2003)